# Проколієнко Людмила Микитівна
Людмила Микитівна Проколієнко (29 вересня 1927 — 3 серпня 1989, Київ) — українська науковиця-психолог, доктор психологічних наук, член-кореспондент АПН СРСР, директор НДІ психології Міністерства освіти Української РСР (1983—1989), голова Українського відділення Товариства психологів СРСР.

## Біографія
Народилася 29 вересня 1927 року. У 1955 р. закінчила філологічний факультет Київського педагогічного інституту ім. О. М. Горького, у 1954 — аспірантуру цього Інституту за спеціальністю «психологія».
У 1955—1965 рр. працювала в НДІ психології Міністерства освіти України.

Протягом 1965—1983 рр. — у Київському педагогічному інституті ім. О. М. Горького викладачем, а після захисту докторської дисертації («Психологія засвоєння граматичних знань учнями середнього шкільного віку», 1976 р.) — професором, проректором з наукової роботи.

Могила Людмили Проколієнко, Звіринецьке кладовище

У 1983 році повертається до НДІ психології Міністерства освіти України, щоб стати директором цього закладу. Пропрацювала на цій посаді до кінця свого життя.
Померла на 62-му році життя 3 серпня 1989 року. Похована на Звіринецькому кладовищі разом з чоловіком.

## Наукова діяльність
Наукові праці Л. М. Проколієнко присвячені проблемам вікової та педагогічної психології. Серед них — психологічні аспекти програмування, алгоритмізації та комп'ютеризації навчання, формування моральних якостей у процесі шкільного та сімейного виховання, дослідження психологічний умов становлення гармонійної особистості.
У дослідницькій, педагогічній та організаторській діяльності Л. М. Проколієнко продовжила справу свого вчителя — дійсного члена АПН СРСР, першого директора Інституту психології — Г. С. Костюка. Під керівництвом Л. Н. Проколієнко здійснено видання вибраних наукових праць Г. С. Костюка російською та українською мовами. У низці статей, написаних нею або за її участі, здійснено аналіз його наукової спадщини.
Особливу увагу Л. М. Проколієнко приділяла підготовці науково-педагогічних кадрів вищої кваліфікації. Під її керівництвом виконано цикл дисертаційних досліджень з проблем педагогічної діяльності та педагогічного спілкування. Л. М. Проколієнко була головою спеціалізованої ради із захисту дисертацій у НДІ психології Міністерства освіти УРСР, заступником голови республіканського координаційної ради з педагогічних і психологічних наук. Здійснювала редагування республіканського збірника наукових праць «Псіхологія», була членом редакційних колегій журналів «Питання психології», «Радянська школа», «Радянська жінка».
Л. М. Проколієнко та під її керівництвом створено цілий ряд навчальних посібників, видано (перший в Україні) підручник «Педагогічна психологія».

## Наукові праці
- Проколієнко Л. М. Психологія засвоєння граматичних знань підлітками (1973)
- Проколієнко Л. М. Формування допитливості у дітей дошкільного віку (1979)
- Проколиенко Л. Н. Проблема активности развивающейся личности в исследованиях Г. С. Костюка (К 85-летию со дня рождения) // Вопросы психологии
- Проколиенко Л. Н. Некоторые итоги развития психологической науки в Украинской ССР // Вопросы психологии